# قربقا

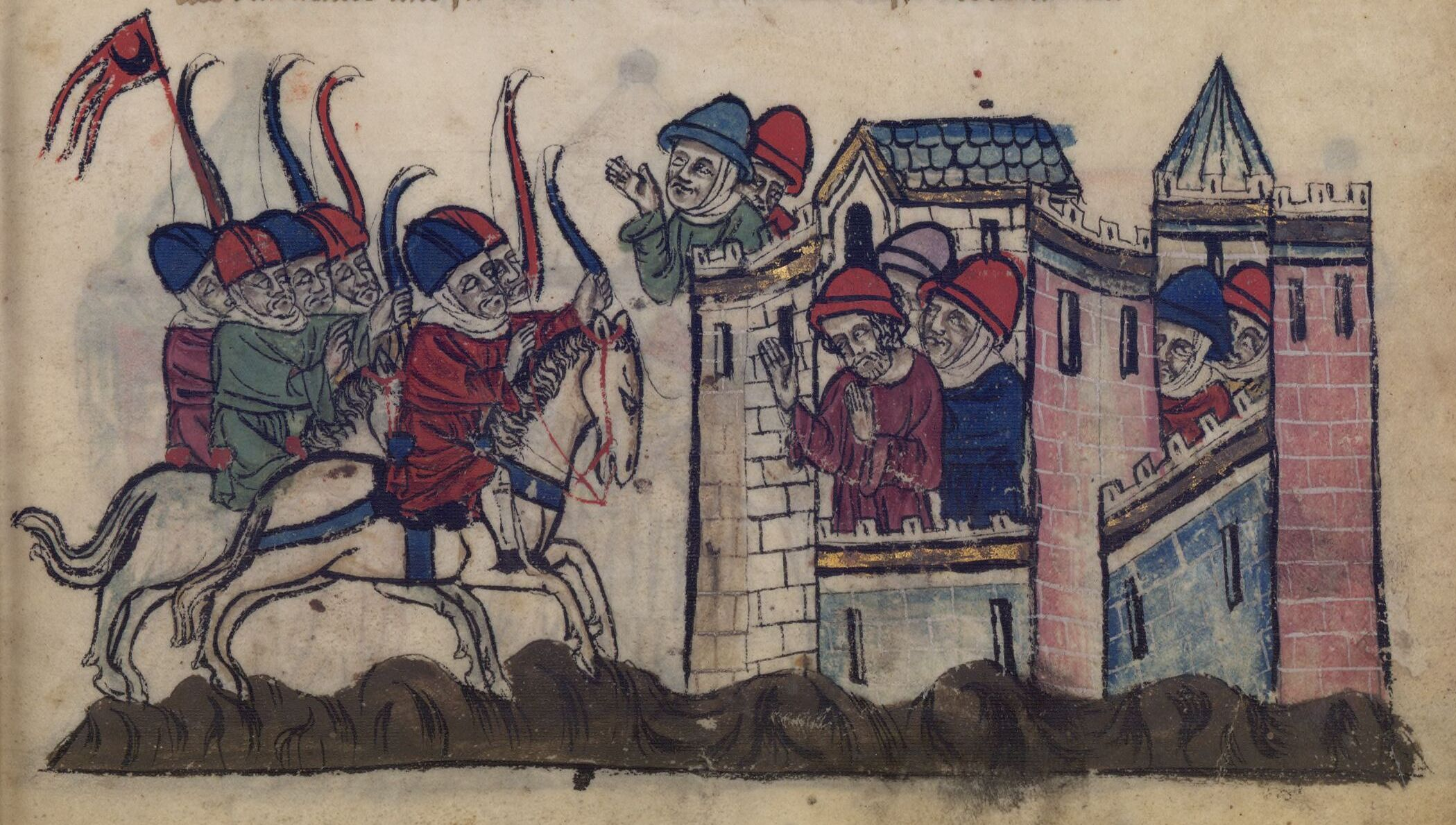

قربقا یا قوربقای (۱ ژانویهٔ ۱۲۵۰ – ۳ سپتامبر ۱۲۶۰) فرمانده نظامی (نویَن) مسیحی پیرو کلیسای مشرق نایمان (نسطوری) اهل امپراتوری مغول بود. او ستوان و معتمد ایلخان مغول هولاکو بود و در فتوحات او در خاورمیانه و ویرانی گسترده بغداد و قتل عام به او کمک کرد. هنگامی که هولاگو بخش عمده ای از نیروهای خود را برای شرکت در مراسمی در مغولستان با خود برد، قربقا در کنترل سوریه باقی ماند و مسئول حملات بیشتر مغول به سمت جنوب به سمت سلطنت ممالیک مستقر در قاهره بود. وی در سال ۱۲۶۰ در نبرد عین جالوت کشته شد.